# Mymar regale
Mymar regale är en stekelart som beskrevs av Enock 1912. Mymar regale ingår i släktet Mymar och familjen dvärgsteklar. Arten är reproducerande i Sverige. Inga underarter finns listade i Catalogue of Life.